# Siavonga
Siavonga è un centro abitato dello Zambia, situato nella Provincia Meridionale e in particolare nel Distretto di Siavonga.